# Leon Czerwiński
Leon Czerwiński herbu Lubicz – szambelan królewski w 1792 roku, komisarz cywilno-wojskowy województwa witebskiego w 1791 roku, złożył akces do insurekcji kościuszkowskiej, regent ekspedycji Wydziału Porządku Rady Najwyższej Narodowej.
29 sierpnia 1792 roku złożył akces i wykonał przysięgę konfederacji targowickiej.